# Kim Kielsen
Kim Kielsen (1966. november 30. –) grönlandi rendőr, politikus, az ország miniszterelnöke 2014 és 2021 között.

## Élete
Kim Kielsen 1966. november 30-án született. 1996 és 2003 között rendőr volt. 2005-ben Paamiut képviseletében bejutott a grönlandi parlamentbe. 2013 és 2014 között Aleqa Hammond kormányában miniszteri pozíciót töltött be. 2014. október 18-án, miután Aleqa Hammond sikkasztási botrányba keveredett, a Siumut párt elnöke lett. A 2014. november 28-i előrehozott grönlandi választásokon pártja miniszterelnök-jelöltje volt. Miután a Siumut megszerezte a szavazatok 42,8 százalékát, Kim Kielsen lett az új miniszterelnök, de a Szolidaritás párttal és a Demokrata Párttal volt kénytelen koalícióra lépni, hogy kormányt tudjon alakítani.

## Fordítás
- Ez a szócikk részben vagy egészben  a   Kim Kielsen című német Wikipédia-szócikk fordításán alapul.  Az eredeti cikk szerkesztőit annak laptörténete sorolja fel. Ez a jelzés csupán a megfogalmazás eredetét és a szerzői jogokat jelzi, nem szolgál a cikkben szereplő információk forrásmegjelöléseként.
- Ez a szócikk részben vagy egészben  a   Kim Kielsen című angol Wikipédia-szócikk fordításán alapul.  Az eredeti cikk szerkesztőit annak laptörténete sorolja fel. Ez a jelzés csupán a megfogalmazás eredetét és a szerzői jogokat jelzi, nem szolgál a cikkben szereplő információk forrásmegjelöléseként.